# (28766) Monge
(28766) Monge (2000 HP14) – planetoida z pasa głównego asteroid okrążająca Słońce w ciągu 5,38 lat w średniej odległości 3,07 j.a. Odkryta 29 kwietnia 2000 roku.